# Параскева П'ятниця (міфологія)
Параскева П'ятниця — міфологічний образ, у якому контаміновані риси християнської святої — Параскеви Іконійської (П'ятниці) і реалії місцевого культу родючості. Він був поширений в Україні, Білорусі та Росії і пов'язувався з традицією вшанування «святих місць» — джерел, криниць, каменів.

## Образ і заняття
Міфологічними синонімами образу П'ятниці можна вважати інші жіночі міфологічні образи — Середу й Неділю. Середа, за народними віруваннями, також покровителька жінок. Вона сприяє господарству, різноманітних жіночим справам. І тому в середу також накладалося табу на окремі види жіночих робіт (ткацтво, шиття), миття голови тощо, хоча покарання за їх порушення не такі суворі, як у п'ятницю.
Уявлення про антропоморфізовані жіночі дні Середу, П'ятницю, Неділю — це все один тип міфологічного персонажа. Інколи він називався також Кумасею, Долею. Часом ці жінки мали жаб'ячі, гусячі лапки, що свідчить про ознаки чарівниці, відьми. Це жінки-одиначки. Вони з'являються переважно вночі в межах житлового простору (біля вікна, у кутку), або поза ним (на дорозі між двома селами).
П'ятниця приходить до жінок, які працюють у п'ятницю на самоті. Вона може жорстоко покарати жінку: здерти з неї шкіру, паралізувати. Або попереджає про покарання в пеклі, яке чекає на порушницю. Іноді П'ятниця може провчити жінку, змусивши проковтнути неїстівного коржа з сажі та волокна. Також вона приймає на себе покарання за жінок і присоромлює їх цим.
Ось одна з легенд про цю особу:

Колись на тому місці, де збирається тепер ярмарок, на лузі один чоловік косив траву. Раптом звідкілясь підходить до нього сама «Свята П'ятниця» в образі бідної жінки і питає: «Скажи, будь ласка, дядьку, де б тут мені сісти одпочинути?» Косар був без настрою і, вказавши на болото, сердито буркнув мандрівниці: «Сідай, коли хоч, отам!» Мандрівниця, подякувавши за пораду, так і зробила: увійшла в болото, сіла на ньому і враз стала невидимою. Зацікавлений її зникненням косар, підійшов до того місця, де щойно сиділа жінка, і побачив, що там з'явилася криниця, хоча до того часу її там ніколи не було.
— Українська етнологія / За ред. В. Борисенко. — К.: Либідь, 2007 — 400 с.

## Культ
Римська та Іконійська мучениці на ім'я Параскева мають схожі агіографії та вшановувалися майже однаково. Спільною рисою є походження з благочесної родини, де вшановували страсну п'ятницю. Найбільше їхній культ виражений у Росії, в центральні та на сході Україні, де саме їхні ікони ставили біля колодязів.  Найдавніша церква Параскеви П’ятниці в Україні розташована в Чернігові, її датують кінцем ХІІ — початком XIII століття. Параскева Сербська або Тирновська стала популярнішою за двох попередніх на Балканах, у Греції, Сербії, на заході України після того, як у XIV столітті в Греції виявили її мощі. У Львові Параскева Тирновська була в пошані також завдяки молдавському князю Василю Лупулу. За його ж сприяння у XVII столітті відбудували після пожежі церкву Параскеви-П’ятниці. Всі три Параскеви зображаються настільки схожими на іконах, що часто важко визначити хто це. Зазвичай Параскева П’ятниця зображається як висока жінка у чорному одязі та у червоному плащі. Одну руку вона тримає відкритою, а іншою робить знак хреста.
Це переважно жіночий культ, як ототожнюється з культом русалки. Він має зв'язок з культом родючості через асоціації з магіко-ритуальним комплексом «земля-вода»; з жіночими видами робіт — ткацтвом, пранням, шиттям, вишиванням, золінням і т. ін. П'ятниця вважалася жіночим днем тижня, коли не можна виконувати жіночих робіт. За порушення таких жінок карає Параскева-П'ятниця — коле голкою, шпигає веретеном, рубає сокирою, вдаряє ножем, гребенем по руці, інколи навіть заподіює смерть.